# Ivan Čermak
Ivan Čermak (Zágráb, 1949. december 19.) horvát üzletember, politikus, a Horvát Hadsereg nyugalmazott tábornoka.

## Élete
Čermak Zágrábban született 1949. december 9-én. Az 1980-as években lett kisvállalkozó, majd az 1990-es években belépett az olajbizniszbe.
1990 és 1991 között a Horvát Demokratikus Közösség (HDZ) igazgatótanácsának alelnöki posztját töltötte be, valamint a Horvát Köztársaság elnökének, Franjo Tuđmannak tanácsadója volt. 1991-ben kinevezték a horvát kormány honvédelmi miniszter-helyettesének, mely tisztséget 1993-ig töltötte be. Ebben a tisztségében és azt követően vezérezredesi rangot viselt. Ebben a beosztásban Vladimir Zagorec követte.
1993-ban rövid ideig Nikica Valentić kabinetjének kereskedelmi, hajógyártási és energetikai minisztere volt, de decemberben kilépett a kormányból.
Az 1995-ös Vihar hadművelet során 1995. augusztus 5-től november 15-ig Čermak a horvát hadsereg knini hadtestének parancsnoka volt. A hadművelet után a knini helyőrség parancsnokaként az volt a feladata, hogy megteremtse a normális élet feltételeit és a gazdaság újjáépítését Kninben.
2000. szeptember 28-án a tizenkét tábornok levelének egyik aláírója volt, amely miatt Stjepan Mesić, a Horvát Köztársaság akkori elnöke hét horvát tábornokot nyugdíjazott.
2004 februárjában a volt Jugoszláviával foglalkozó Nemzetközi Törvényszék vádat emelt ellene, és a hágai Gotovina és társai perben azzal a váddal állították bíróság elé, hogy emberiesség elleni bűncselekményként társaival közös bűnszervezetet működtetett azzal a céllal, hogy a szerb lakosságot erőszakkal végleg kitelepítse Krajinából.
Míg Ante Gotovina elkerülte, hogy feladja magát a hágai törvényszéknek, a másik két vádlott, Mladen Markač és Čermak a bíróság rendelkezésére álltak, így óvadékot kaptak, vagyis a per kezdetéig házi őrizetben maradtak. 2011. április 15-én született meg az ítélet, mely szerint a bírói tanács minden vádpont alól felmentette, és azonnal szabadlábra helyezték. Miután a hágai ügyészség május 17-én elfogadta, a felmentő ítélet jogerőre emelkedett. The Prosecution did not appeal his acquittal.

## Fordítás
Ez a szócikk részben vagy egészben  az    Ivan Čermak című angol Wikipédia-szócikk ezen változatának fordításán alapul.  Az eredeti cikk szerkesztőit annak laptörténete sorolja fel. Ez a jelzés csupán a megfogalmazás eredetét és a szerzői jogokat jelzi, nem szolgál a cikkben szereplő információk forrásmegjelöléseként.